# Монамолин

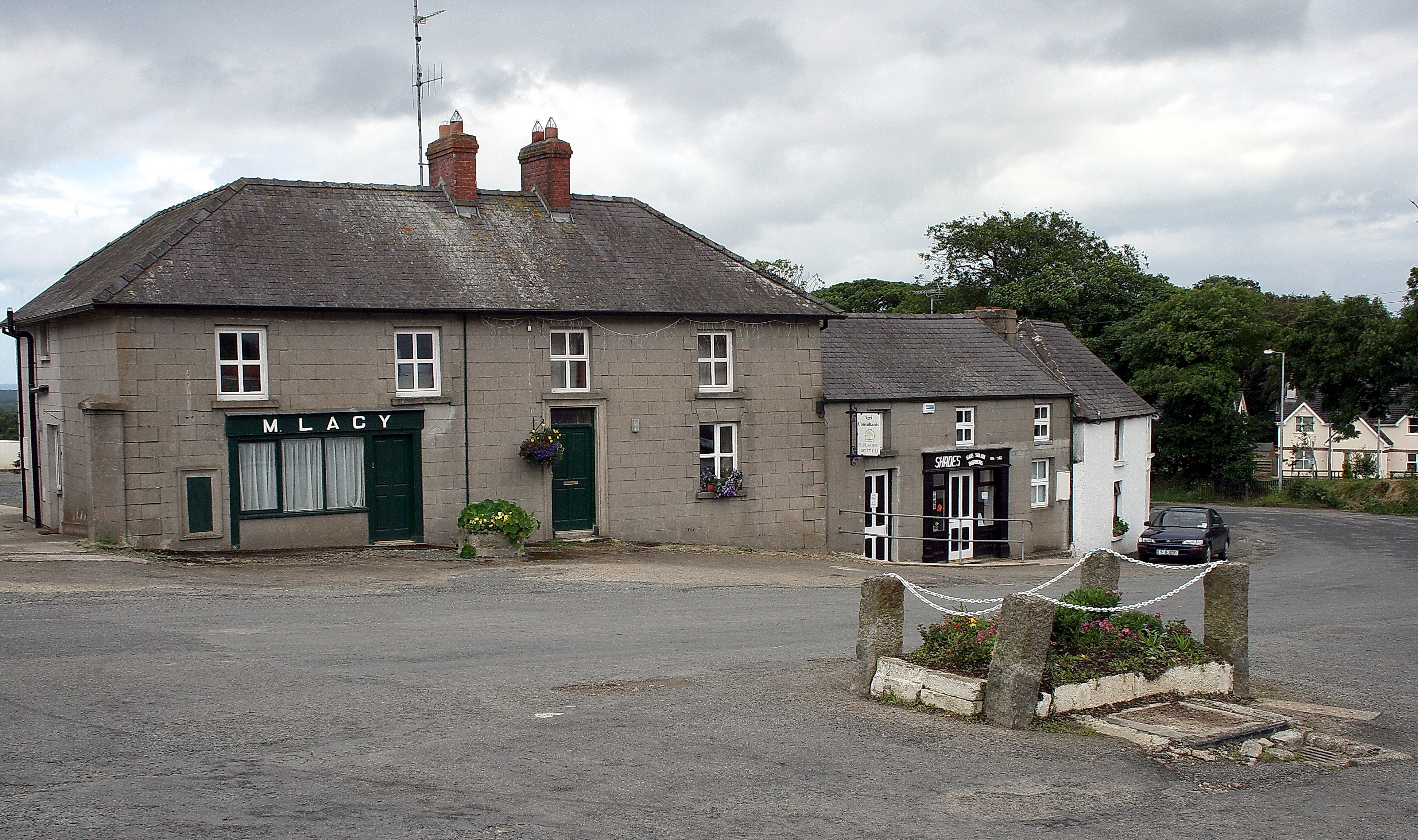

Монамолин (англ. Monamolin; ирл. Muine Moling) — деревня в Ирландии, находится в графстве Уэксфорд (провинция Ленстер). Назван в честь святого Молинга.